# Acido pinolenico

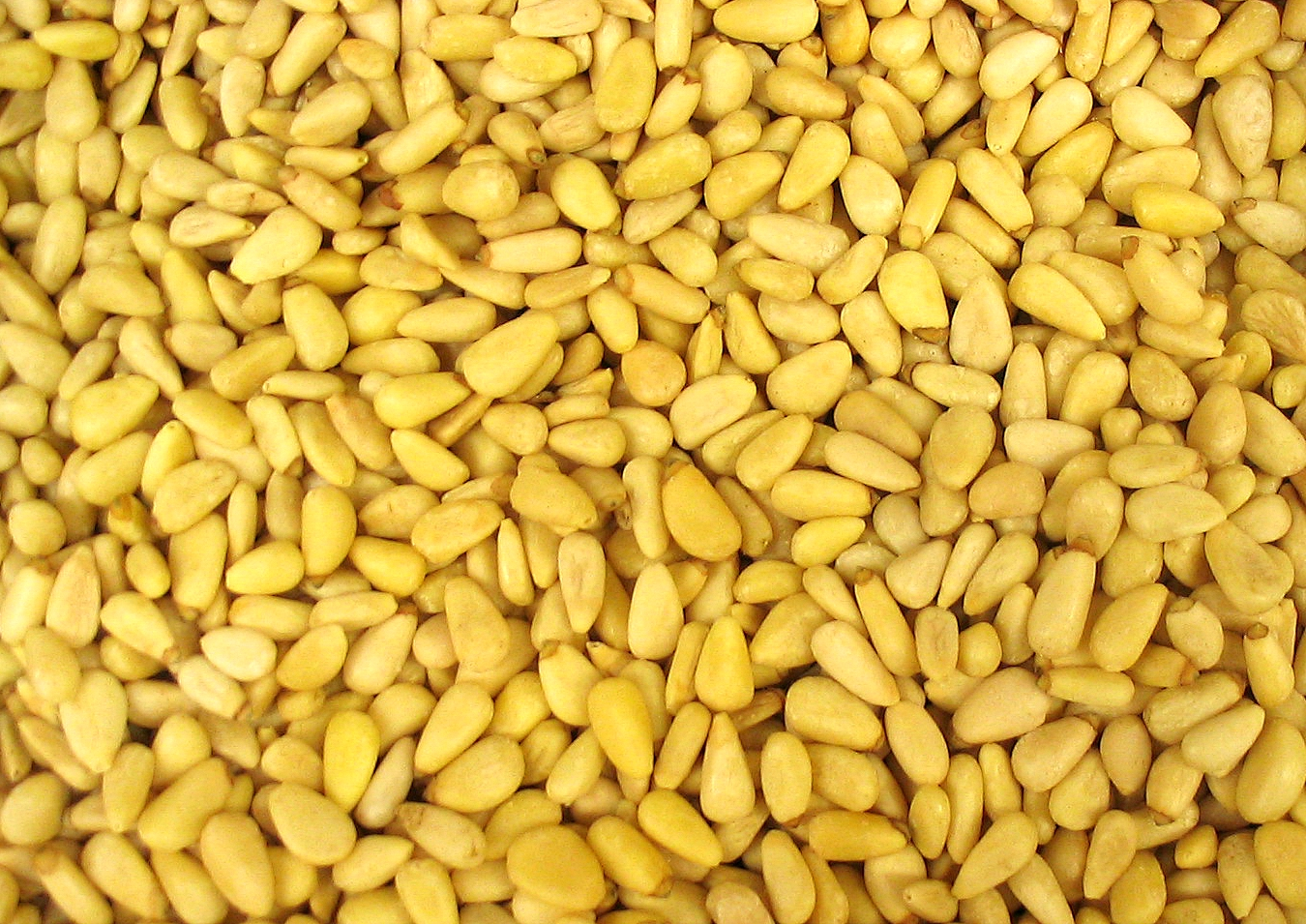
Pinoli

L'acido pinolenico è un acido grasso  polinsaturo con 18 atomi di carbonio, 3 doppi legami cis, in posizione 5=6, 9=10 e 12=13, con notazione delta 18:3Δ5c,9c,12c.
Contando gli atomi di carbonio partendo da quello del terminale metilico della molecola il doppio legame parte dal sesto atomo, quindi l'acido pinolenico appartiene al gruppo degli acidi omega-6.
L'acido pinolenico è un isomero dell'acido γ-linolenico. Quando il doppio legame in posizione 5=6 è in configurazione trans l'isomero è chiamato acido columbinico o ranunculeico, 18:3Δ5t,9c,12c.
Viene biosintentizzato dall'acido linoleico per effetto della Δ5 desaturasi.
Identificato nel 1972 nelle foglie di conifere  e nel 1974 nel tallolio finlandese è presente nei gliceridi dell'olio di semi di molte Pinaceae e di alcune Taxaceae e Cupressaceae
La più alta percentuale di acido pinolenico si trova negli oli di semi di Larix sibirica (≈30%), Larix gmelinii (≈28%), Larix leptolepis (≈25%), pino siberiano(≈18%) oltre che nel pino coreano (Pinus orientalis)  e pino marittimo (Pinus pinaster). Alcuni studi hanno concluso che gli oli di semi di Pinus orientalis e pinaster hanno proprietà ipolipemizzanti. Una dieta contenente olio di semi di pino marittimo ha abbassato i livelli di HDL e ApoA1 nei topi transgenici che esprimono ApoA1 umano. È stato scoperto che l'olio di semi di pino marittimo riduce l'efflusso di colesterolo in vitro. integratori di olio di semi di pino coreano possono aiutare nell'obesità riducendo l'appetito. Le persone che assumevano questo olio avevano un aumento degli ormoni della sazietà CCK e GLP- 1 e un ridotto desiderio di mangiare. L'attività dell'olio è attribuita all'acido pinolenico. L'acido pinolenico non viene convertito metabolicamente in acido arachidonico e può ridurre i livelli di acido arachidonico nella frazione fosfatidilinositolo delle cellule HepG2 dal 15,9% al 7,0%.